# Ai Qing
Pour les articles homonymes, voir Ai.
Compléments
père de Ai Weiwei.
Dans ce nom chinois, le nom de famille, Ai, précède le nom personnel.
Ai Qing 艾青 (dit Jiang Haicheng, 1910 - 5 mai 1996), également écrit Ai Ch'ing, est un poète chinois souvent considéré comme l'un des meilleurs poètes de la Chine contemporaine. Il fut prisonnier politique de 1961 à 1978.
Il est le père de l'artiste contemporain Ai Weiwei.

## Biographie
Ai Qing est né dans le village de Fantianjiang (贩田蒋), province de Zhejiang, dans l'Est de la Chine. 
Sur les conseils de son professeur de dessin, Lin Fengmian (1900-1991), il part se former en France.
De 1929 à 1932, il étudie à Paris et découvre à cette occasion l'art d'Auguste Renoir et de van Gogh, la poésie d'Apollinaire, de Vladimir Maïakovski et d'Émile Verhaeren, la philosophie de Kant et de Hegel.
Le 28 janvier 1932, il prend le bateau à Marseille pour la Chine. Rentré à Shanghai, il est emprisonné pour son opposition au Kuomintang. Il compose en détention son plus célèbre poème La Rivière Dayanhe, ma nourrice, ainsi que À travers la fenêtre grillagée », Le Mirliton-à la mémoire d'Apollinaire, Paris et Marseille (1933). Il est libéré en 1935 et se déplace de ville en ville dans un pays qui sombre dans une guerre violente avec le Japon. Il publie notamment dans l'intervalle Vers le Soleil (1938), Le Nord (1939), Paris lamentable (1940), Les Torches (1941).
En 1941 à Yan'an, il enseigne à l'Académie des arts Lu Xun et continue d'écrire des poèmes dont Toulon en révolte (1942) et À la mémoire de Romain Rolland. Après l'arrivée des communistes au pouvoir, il devient un des responsables de l'Institut central des beaux-arts, puis rédacteur en chef adjoint à la revue Littérature du Peuple. Il continue à beaucoup voyager et écrit notamment L'Atlantique (1954).
Après 1958 et la campagne des Cent Fleurs, il est suspecté d'être un « droitier » et est déporté dans des fermes en Mandchourie puis au Xinjiang par les autorités communistes. Il est libéré en 1961, mais il n'est pas réhabilité et doit s'exiler au Xinjiang . Il n'est pas autorisé à publier ses œuvres avant 1978 (Le Drapeau rouge en 1978, Le Mur, Le Colisée de Rome en 1979…).
Il fait un deuxième séjour en France en juin 1980 et compose à cette occasion Paris, Le Moulin rouge, Les Champs-Élysées, La matinée de Nice, Nice, Monte-Carlo et La valse Europa. Le président de la République François Mitterrand lui décerne en 1985 le titre de chevalier des Arts et Lettres.
Il assume pendant cette période la charge de vice-président de l'Association des écrivains chinois et de membre du Comité permanent de l'Assemblée populaire nationale.

## Famille
Il est le père de l'architecte et artiste contemporain Ai Weiwei et de l'artiste Ai Xuan. Il a également eu deux filles avec sa seconde épouse.

## Œuvres traduites en français
- Poèmes, éd. et trad. par Catherine Vignal – Publications orientalistes de France, 1979.
- De la poésie ; Du poète (« Shilun » 诗论), trad. par Chantal Chen-Andro et Wang Zaiyuan avec la collaboration de Laurent Ballouhey – Centre de recherche de l’Université de Paris VIII, 1982.
- Le récif : poèmes et fables, éd. et trad. par Ng Yok-Soon – Édition les Cent fleurs, 1987.
- Le chant de la lumière (« Guang de zange » 光的赞歌), éd. et trad. par Ng Yok-Soon – Édition les Cent fleurs, 1989[5].

## Distinctions
- Chevalier de l'ordre des Arts et des Lettres (1985)

## Sources
- (en) Columbia Encyclopedia
- (en) asiaweek.com Obituary
- (en) chineseliterature.com
- Obituary

- Ressources relatives à la littérature :   - Kritisches Lexikon zur fremdsprachigen Gegenwartsliteratur
  - Printemps des poètes
- Notices dans des dictionnaires ou encyclopédies généralistes :   - Britannica
  - Brockhaus
  - Den Store Danske Encyklopædi
  - Enciclopedia De Agostini
  - Hrvatska Enciklopedija
  - Internetowa encyklopedia PWN
  - Nationalencyklopedin
  - Munzinger
  - Proleksis enciklopedija
  - Store norske leksikon
  - Treccani
  - Universalis
  - Visuotinė lietuvių enciklopedija
- Notices d'autorité :   - VIAF
  - ISNI
  - BnF (données)
  - IdRef
  - LCCN
  - GND
  - Italie
  - Japon
  - CiNii
  - Espagne
  - Belgique
  - Pays-Bas
  - Pologne
  - Israël
  - NUKAT
  - Australie
  - Norvège
  - Croatie
  - WorldCat